# ISO 19106
Lo standard ISO 19106 Informazioni geografiche - Profili fa parte degli standard prodotti da ISO/TC211 e fornisce le linee guida per la definizione e la creazione dei profili per le norme ISO relative alle informazioni geografiche.
La norma italiana UNI-EN-ISO19106 Archiviato il 27 settembre 2007 in Internet Archive. è la versione ufficiale in lingua inglese della norma europea EN ISO 19106 (edizione 2006).